# Масерија Векија Суд (Напуљ)
Масерија Векија Суд је насеље у Италији у округу Напуљ, региону Кампанија.
Према процени из 2011. у насељу је живело 79 становника. Насеље се налази на надморској висини од 35 м.